# Luba Kowieńska
Luba Kowieńska (od 1930: Ludwika Jankowska) ps. „Agnes”, „Maja”, „Stefa”, „Władka” (ur. 14 marca 1901 w Białymstoku, zm. 18 listopada 1978 w Warszawie) – działaczka komunistyczna, członek Komitetu Centralnego Komunistycznej Partii Zachodniej Białorusi (1935–1937), kierowniczka Sekretariatu Krajowego KC KPZB (1926 i 1937) i Centralnego Wydziału Kobiecego KPZB (od 1925).

## Życiorys
Była córką tkacza Michała (właściwie Mojżesza) Kowieńskiego. W 1920 skończyła gimnazjum, a od 1916 działała w komunizujących młodzieżowych kółkach socjalistycznych. Od 1919 kolportowała literaturę Komunistycznej Partii Robotniczej Polski, do której wstąpiła w styczniu 1921 i została członkiem Komitetu Miejskiego (KM) i egzekutywy Komitetu Okręgowego (KO), a później, w 1922, sekretarzem tych komitetów KPRP. 6 września 1922 została aresztowana i osadzona w kobiecym oddziale Pawiaka, tzw. „Serbii”, a w 1924 skazana na 3 lata więzienia (po apelacji wyrok zmieniono na rok twierdzy). Była członkiem komuny więziennej i organizowała nauczanie więźniarek politycznych. Po ogłoszeniu głodówki więźniarek politycznych w lipcu 1924 została karnie przeniesiona do więzienia w Fordonie. W listopadzie 1924 zwolniona za kaucją, została sekretarzem KM i członkiem egzekutywy, a następnie sekretarzem KO KPZB w Białymstoku. Od jesieni 1925 kierowała Centralnym Wydziałem Kobiecym KPZB. Była kierownikiem Tymczasowego Sekretariatu Krajowego KC KPZB na czas III Konferencji KPZB (w styczniu 1926 w Moskwie).
22 grudnia 1926 została aresztowana w Wilnie, a 4 czerwca 1928 skazana w „procesie 133” na 7 lat więzienia. Podczas odbywania kary w Łomży była w kierownictwie komuny więziennej. W lipcu 1930 uzyskała czteromiesięczną przerwę w odbywaniu kary ze względu na stan zdrowia i wyjechała do Moskwy, gdzie pracowała jako referent ds. polskich w sekcji środkowoeuropejskiej Komitetu Wykonawczego Czerwonej Międzynarodówki Związków Zawodowych (Profinternu). Brała udział w II Plenum KC KPP w styczniu 1931. W latach 1931–1933 studiowała na wydziale historii partii Instytutu Czerwonej Profesury. W styczniu 1934 jako członek Sekretariatu Krajowego KC KPZB skierowana została do pracy w Polsce.

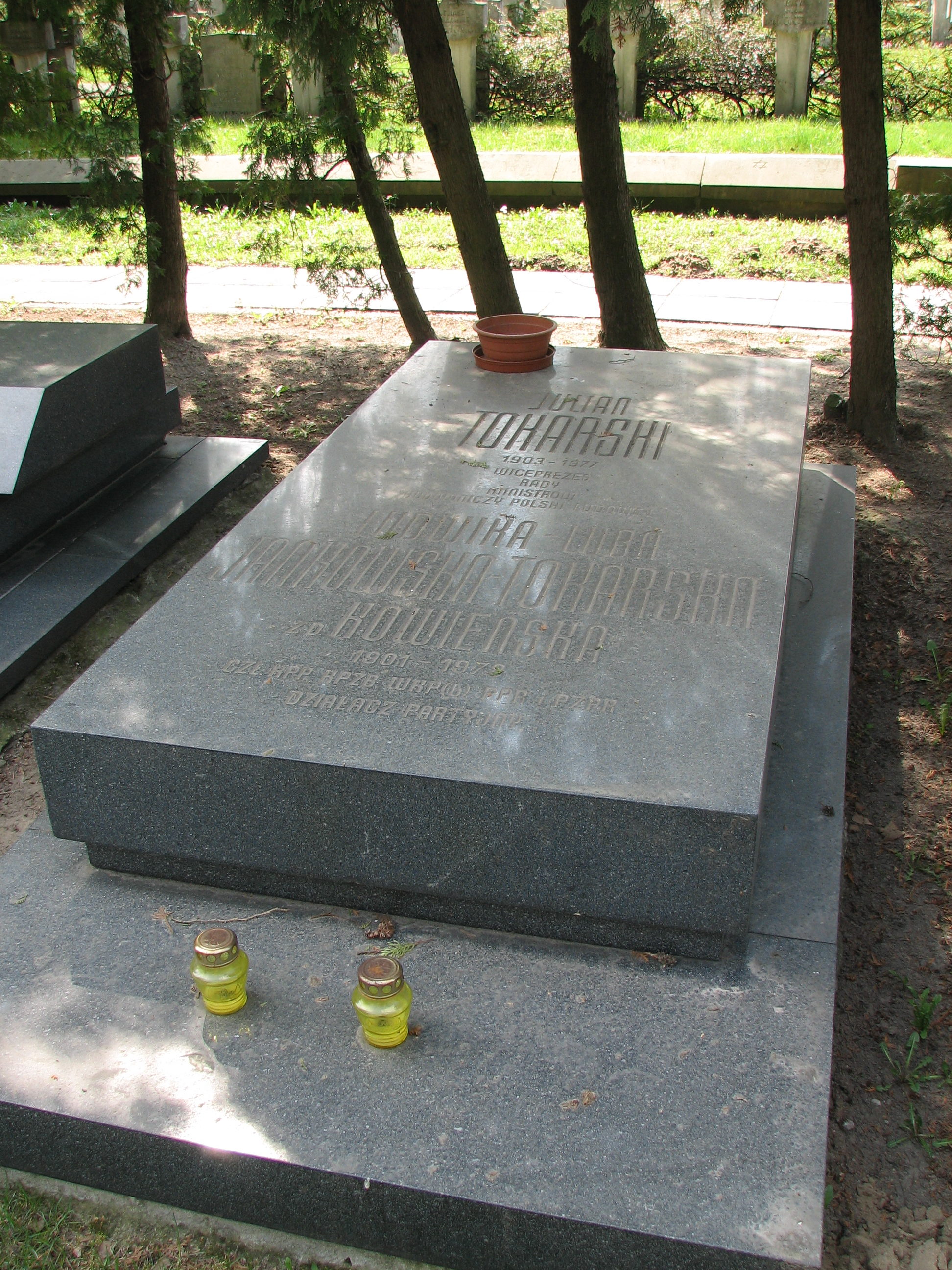
Grób Luby Kowieńskiej i jej męża Juliana Tokarskiego na Cmentarzu Wojskowym na Powązkach

Od lata 1934 była dyrektorem Komisji ds. Badań Zachodniej Białorusi przy Akademii Nauk Białoruskiej SRR w Mińsku. W maju 1935 wzięła udział w II Zjeździe KPZB, na którym została wybrana do KC KPZB. Latem 1935 uczestniczyła w VII Kongresie Kominternu w Moskwie. Później pracowała w polskiej sekcji Komitetu Wykonawczego Kominternu w Moskwie, od stycznia do maja 1937 w Biurze KC KPZB w Pradze, a następnie ponownie kierowała Sekretariatem Krajowym KC KPZB. 14 października 1937 została aresztowana w Moskwie w ramach czystek stalinowskich i uwięziona, a w styczniu 1945 zwolniona.
Po zwolnieniu przyjechała do Warszawy, gdzie 5 maja 1945 wstąpiła do PPR i została członkiem Centralnej Komisji Kontroli Partyjnej (CKKP), a następnie jej sekretarzem. W grudniu 1945 była delegatem na I Zjazd PPR, później delegatem na I, II, III i IV Zjazd PZPR. Od grudnia 1948 do listopada 1968 była członkinią CKKP PZPR, a do października 1956 zasiadała w jej Prezydium. Od listopada 1956 była na rencie.
Została odznaczona m.in. Orderem Sztandaru Pracy I klasy oraz Medalem "Za waszą wolność i naszą" (1966).
Była żoną działacza KPP Stanisława Mertensa „Skulskiego”, a następnie Juliana Tokarskiego.